# III Cuerpo de Ejército (Paraguay)
El III Cuerpo de Ejército (III CE) es una unidad del Ejército Paraguayo con sede en Mariscal José Félix Estigarribia y dependiente del Comando del Ejército.
En 1980 el Ejército Paraguayo se organizó en tres cuerpos de ejército, el I Cuerpo, II Cuerpo y III Cuerpo. El tercero, con base en Mariscal José Félix Estigarribia, comprendió las Divisiones de Infantería 6.ª, 7.ª y 8.ª.

## Organización
Organización y despliegue del III Cuerpo de Ejército:
- Cuartel General. Sede: Mariscal José Félix Estigarribia.
  - 5.ª División de Infantería. Sede: Mayor Pablo Lagerenza.
  - 6.ª División de Infantería. Sede: Mariscal José Félix Estigarribia.
  - 1.ª División de Caballería. Sede: Teniente Joel Estigarribia.